# ぬ

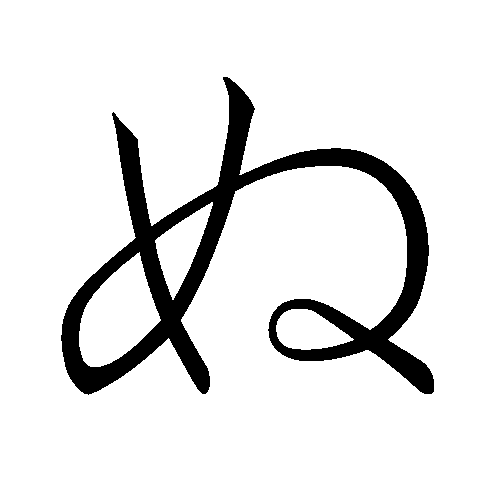
平假名ぬ

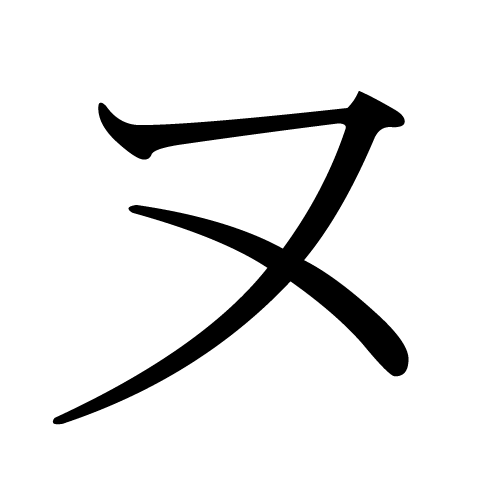
片假名ヌ

平假名ぬ和片假名ヌ是日语的假名之一，由一个音节组成。在日语五十音图中排第5行第3个（な行う段）的位置。

## 筆劃順序

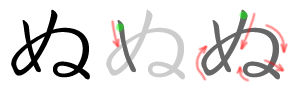
平假名ぬ的筆劃順序

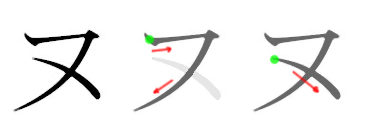
片假名ヌ的筆劃順序

## 關於ぬ和ヌ
| 現代日語發音     | 由1個子音和1個母音形成／nɯᵝ／音            |
| 五十音顺序       | 第23位                                     |
| 伊吕波顺序       | 第10位，「り」之后、「る」之前             |
| 平假名「ぬ」字源 | 「奴」字的草書。字形同如漢字「奴」。       |
| 片假名「ヌ」字源 | 「奴」字的右半部。字形像注音符號的「ㄡ」。 |
| 日语罗马字       | 平文式罗马字：nu 训令式罗马字：nu          |
| 点字：           | \| ●● —— ●－ \|                            |
| 通话表           | 「沼津のヌ」                               |
| 摩尔斯电码       | ・・・・                                   |
| ●● —— ●－        |                                            |